# Champagnac-la-Rivière
Champagnac-la-Rivière (tiếng Occitan: Champanhac) là một xã của tỉnh Haute-Vienne, thuộc vùng Nouvelle-Aquitaine, miền trung nước Pháp.